# Mario Sampaolesi
Mario Sampaolesi (Buenos Aires,16 de junio de 1955) es un poeta, editor y traductor argentino. Entre los años 1989 y 1991 residió en París, Francia. Desde el año 1993, hasta el año 2008 dirigió la revista de poesía Barataria. En el año 2021 su obra Mare Nostrum obtuvo el Primer Premio Ciudad de Buenos Aires (Premio Municipal) bienio 2014-2015, poesía édita.

## Obra
Ha publicado los siguientes libros de poesía:
Cielo Primitivo (1981) – Sociedad Argentina de Escritores; La Belleza de lo Lejano (1986) Editorial Amaru; La Lluvia sin Sombra (1992) – Ediciones La Guillotina; El Honor es Mío (1992) – Editorial Vinciguerra; Puntos de Colapso (1999) - Ediciones del Dock. Sobre este libro el poeta argentino Joaquín Giannuzzi escribió:
“La realidad es, en la poesía de Mario Sampaolesi, una experiencia que asume dramáticamente. De allí que la mirada del poeta la defina en situación de perpetuo conflicto. Lo guía en esta empresa un pensamiento de extrema sutileza, pero no explicitado sino inmerso en las imágenes de rica inventiva metafórica, apelando al misterio y la sugestión.
La variedad del mundo se manifiesta en la intensidad de sus múltiples rostros, profundidades y vacíos, impregnada a la vez por una lucidez lírica que las palabras encarnan en prosa libre, atenta a su propio ritmo, escritas no sólo para el entendimiento y la sensibilidad sino también para el oído. Conocimiento y música se conjugan así para elaborar una expresión de excepcional nivel en el panorama actual de la poesía argentina”.  Luego vinieron Miniaturas Eróticas (2003) – Alción Editora; A la hora del té (2007) – Barataria Poesía - Malvinas –poema (2010) - Ed. Del Dock, Su libro Malvinas - Poema ha sido declarado de interés por la Subsecretaría de Derechos Humanos de la Legislatura de la Ciudad de Buenos Aires; Malvinas – poem (2010) -Ed. Aius, Craiova, Rumania, edición bilingüe; Malvinas – Poema – (2011) Ed. Nahuel Cerrutti Carol, Sevilla, España; Two Poems – Malvinas and Points of Collapse – (2013) Shearsman Books, Bristol, Gran Bretaña; El taller de Leo, (2013) - Libros del Zorzal,  Bs.As.; Malvinner – (2014) Ed. Antares, Ereván, Armenia; Mare Nostrum, (2015) – Libros del Zorzal; La erosión, (2016) – Libros del Zorzal.
En narrativa: 
La vida es perfecta (2005) - Alción Editora; Monet (2011) - Libros del Zorzal.
Tradujo del francés el poema El Cementerio Marino de Paul Valery (1998) Ediciones La luna que,  y Poemas de la Montaña Esmeralda, una selección de poemas de Ryokan, (2012), Nahuel Cerrutti Carol Editor.
Fragmentos de su libro-poema Malvinas, han sido incluidos en la monumental antología de Jorge Monteleone 200 años de poesía argentina (2010) - Editorial Alfaguara, Buenos Aires, y en la antología bilingüe (Español-Inglés) Poesía Latinoamericana para el Mundo (2014), Ed. Fósforo, Universidad de Tabasco, México.
Desde el año 2003 hasta el año 2015 coordinó el Taller de Poesía de la Biblioteca Nacional. Actualmente, junto a Eduardo Álvarez Tuñón, dirige la colección de poesía El aura, de la editorial Libros del Zorzal.

## Premios y reconocimientos
Entre las distinciones que conseguido su obra, figuran:
- Primer premio Nuevas Promociones Literarias, Sociedad Argentina de Escritores (1981)
- Subsidio a la Creación Literaria, Fundación Antorchas (1991)
- Segundo Premio Fundación Inca (1994)
- Tercer Premio Nacional Regional (1997)
- Segundo Premio Fondo Nacional de las Artes (1998)
- Beca Fondo Nacional de las Artes, 2001, categoría Creación, Poesía.
- Subsidio Fondo de las Artes de la Ciudad de Buenos Aires – años 2004 y 2006
- Su libro Malvinas - Poema ha sido declarado de interés por la Subsecretaría de Derechos Humanos de la Legislatura de la Ciudad de Buenos Aires el año 2011.
- Primer Premio Bienal de Literatura Ciudad de Buenos Aires (anteriormente Premio Municipal) (2021)

## Participación en publicaciones periódicas
Ha colaborado también en numerosas publicaciones del país y del extranjero: Suplemento Ñ del diario Clarín, Suplemento Cultural diario La Nación, Suplemento Radar diario Página 12, Suplemento Cultural diario La Prensa, Suplemento Cultural diario Excelsior (México), Revistas Último Reino, Crítica, Rizoma, Prometeo, Luna de Locos, Trilce, La Pecera.

## Asistencia a congresos
Entre otros, ha sido especialmente invitado a participar en los siguientes Encuentros: II Festival Internacional de Poesía Prometeo, Madrid, España, 1987, III y IV Festival Internacional de Poesía de Rosario, Argentina, 1993-94, XII Festival Internacional de Poesía de Medellín Colombia, 2002,  XX Festival Internacional de Poesía Trois-Rivieres, Quebec, Canadá, 2004, III Festival Iberoamericano Carlos Pellicer Cámara, Villahermosa, Tabasco, México 2007, I Coloquio Latinoamericano de Poesía en Asunción, Paraguay 2010, Lectura y presentación del libro Two Poems, Malvinas and Points of Collapse, en el histórico Swedenborg Hall, Londres, Gran Bretaña, 2013. En 2021, (FIP XV) Festival Internacional de Poesía de Buenos Aires. 